# Good Kid, M.A.A.D City
Good Kid, M.A.A.D City (stylizováno jako good kid, m.A.A.d city) je druhé studiové a zároveň první album u major labelu amerického rappera Kendricka Lamara. Album bylo nahráno u Aftermath Entertainment a vydáno 22. října 2012.

## O Albu
Kendrick Lamar roku 2011 vydal nezávislé album Section.80, které sklidilo relativní komerční úspěch a především pozitivní kritiky. Tím se mu naskytla možnost získat smlouvu u Aftermath Entertainment s distribucí u Interscope Records. Výkonným producentem alba se stal šéf Aftermath, rapper a hudební producent Dr. Dre.
Jedná se o konceptuální album, které pojednává o mládí Kendricka Lamara, kdy vyrůstal ve městě Compton ve státě Kalifornie. Název alba reflektuje autorovu nevinnost a jak ho ovlivnila kriminalita a styl života ve městě Compton. Slovo "M.A.A.D." (v angličtině "mad" znamená bláznivý) je akronym s dvěma významy "My Angry Adolescence Divided" a "My Angel's on Angel Dust".

## Singly
Prvním singlem byla píseň "The Recipe" (ft. Dr. Dre), která byla vydána v dubnu 2012. Píseň debutovala na 38. příčce amerického žebříčku Hot R&B/Hip-Hop Songs. Píseň byla nakonec vydána jen na Deluxe Edition verzi alba.
Druhým singlem byla zvolena píseň "Swimming Pools (Drank)", ta se postupně vyšplhala na 17. příčku žebříčku Billboard Hot 100, 4. příčku Hot R&B/Hip-Hop Songs a 63. v UK Singles Chart. V USA také získala platinovou certifikaci. Jako třetí singl byla zvolena píseň "Poetic Justice" (ft. Drake) ta se vyšplhala na 26. příčku a byla asociací RIAA oceněna certifikací zlatý singl za překročení prodeje 500 000 kusů.
Čtvrtým singlem byla v březnu zvolena píseň "Bitch, Don't Kill My Vibe", která se vyšplhala na 32. příčka v Billboard Hot 100.
Po vydání alba se do žebříčku Billboard Hot 100 ještě dostala píseň "M.A.A.D City" (ft. MC Eiht) (75. příčka).

## Po vydání
Album debutovalo na 2. příčce žebříčku Billboard 200 s 242 000 prodanými kusy v první týden prodeje v USA. Současně debutovalo na prvních příčkách žebříčků Top R&B/Hip-Hop Albums a Rap Albums. Ve Spojeném království obsadilo 16. příčku UK Albums Chart. V prosinci 2012 album obdrželo certifikaci zlatá deska od americké asociace RIAA za 500 000 prodaných kusů. Celkem se v USA prodalo 1 324 000 kusů. Tím obdrželo certifikaci platinová deska.
Při 56. ročníku hudebních cen Grammy Kendrick Lamar obdržel sedm nominací - mezi nimi i za nejlepší album roku a za nejlepší rapové album, avšak žádnou neproměnil.
V září 2019 album zaznamenalo svůj 358. týden v žebříčku prodejnosti alb Billboard 200 a překonalo tak dosavadní rekord hip-hopového alba The Eminem Show od Eminema. V říjnu 2022 album zaznamenalo milník deseti let (520 týdnů) strávených bez přestávky v žebříčku Billboard 200, jako první hip-hopové album v historii.

## Seznam skladeb
| Pořadí | Název                                    | Hudba                        | Délka |
| ------ | ---------------------------------------- | ---------------------------- | ----- |
| 1.     | Sherane a.k.a Master Splinter’s Daughter | Tha Bizness                  | 4:33  |
| 2.     | Bitch, Don’t Kill My Vibe                | Sounwave                     | 5:10  |
| 3.     | Backseat Freestyle                       | Hit-Boy                      | 3:32  |
| 4.     | The Art of Peer Pressure                 | Tabu                         | 5:24  |
| 5.     | Money Trees (ft. Jay Rock)               | DJ Dahi                      | 6:26  |
| 6.     | Poetic Justice (ft. Drake)               | Scoop DeVille                | 5:00  |
| 7.     | good kid                                 | The Neptunes                 | 3:34  |
| 8.     | m.A.A.d city (ft. MC Eiht)               | Sounwave, THC                | 5:50  |
| 9.     | Swimming Pools (Drank)                   | T-Minus                      | 5:13  |
| 10.    | Sing About Me, I’m Dying of Thirst       | Like of Pac Div, Skhye Hutch | 12:03 |
| 11.    | Real (ft. Anna Wise)                     | Terrace Martin               | 7:23  |
| 12.    | Compton (ft. Dr. Dre)                    | Just Blaze                   | 4:08  |

| Deluxe Edition | Deluxe Edition                   | Deluxe Edition             | Deluxe Edition |
| Pořadí         | Název                            | Hudba                      | Délka          |
| -------------- | -------------------------------- | -------------------------- | -------------- |
| 13.            | The Recipe (ft. Dr. Dre)         | Scoop DeVille              | 5:52           |
| 14.            | Black Boy Fly                    | Rahki, Dawaun Parker (co.) | 4:38           |
| 15.            | Now or Never (ft. Mary J. Blige) | Jack Splash                | 4:17           |